# Рожь (картина Шишкина)
«Рожь» — картина русского художника-передвижника И. И. Шишкина, написанная им в 1878 году. На картине изображено Лекаревское поле близ Елабуги, в Вятской губернии. В настоящее время картина находится в собрании Государственной Третьяковской галереи в Москве.

## История

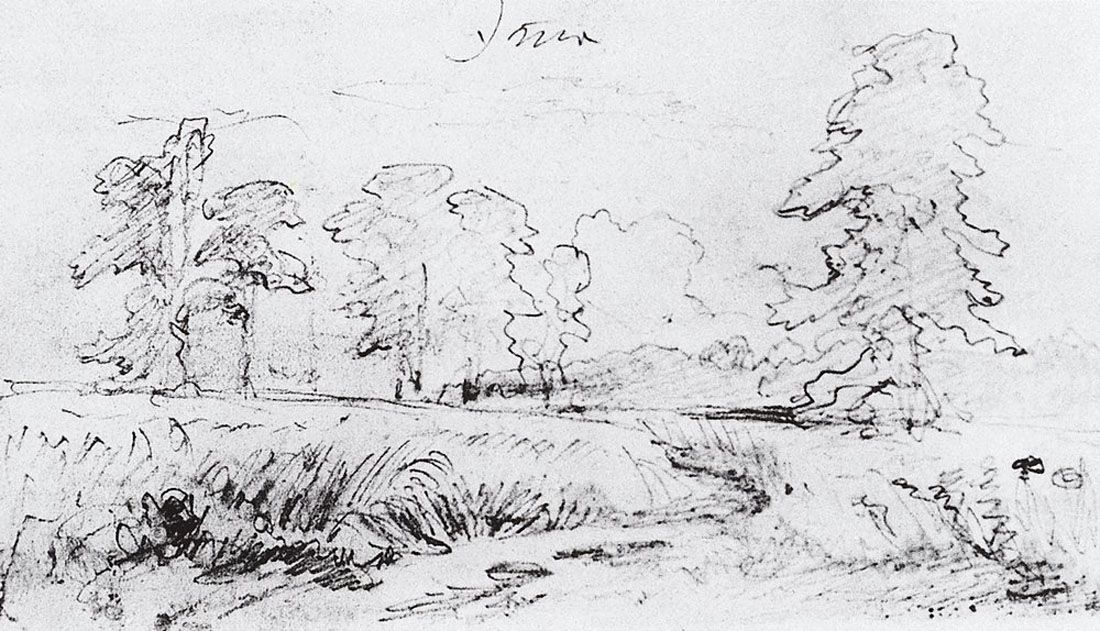
И. И. Шишкин. Эскиз к картине «Рожь». 1878. Бумага, графит. 14 × 23 см. Государственный Русский музей, Санкт-Петербург.

Тему для этого произведения — как и для многих других своих картин — Шишкин нашёл на родине, во время поездки в Елабугу, совершённой в 1877 году вместе с дочерью. На карандашном наброске, выполненном на Лекаревском поле, художник написал «Эта» — этот набросок и стал основой полотна. Его содержание и основная идея тоже раскрыта самим художником в краткой записи, сделанной на одном из эскизов: «Раздолье, простор, угодье. Рожь. Божья благодать. Русское богатство».
Картина экспонировалась на VI передвижной выставке, прошедшей в 1878 году в помещении Общества поощрения художеств, в том же году была приобретена П. М. Третьяковым у автора (инв. 837).

## Экспозиция

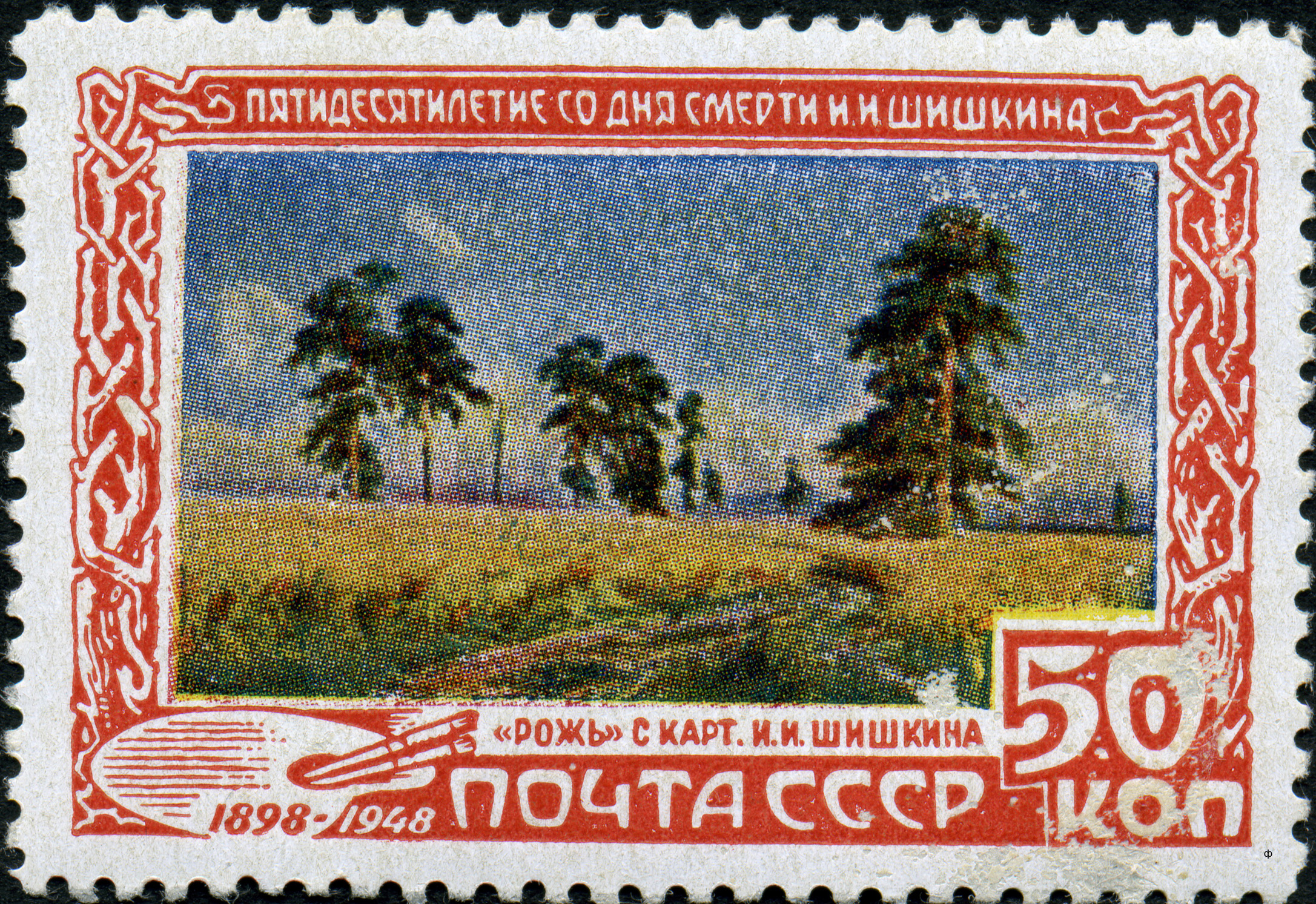
Картина на почтовой марке 1948 года

На заднем плане картины могучая сосна. Это дерево — символ всего творчества художника. Неизбывно влюбленный в русский лес, он выписывает её нежно и подробно — с её клонящимися от тяжести вниз ветвями, с её причудливо искривлённым стволом, придающим дереву дополнительное очарование, с её гордо вознесенной в самую высь верхушкой.
Громады кучевых облаков тяжело нависают над рожью, они грозят близким ливнем — очистительным и благодатным. Тишина и безветрие, будто разлитые по пространству картины и почти физически ощущаемые, — тоже знак близкой грозы, необходимой земле для того, чтобы отдать возделывающему её человеку свои дары.
Единственная деталь, навевающая неотчетливую тревогу, — погибшее дерево. Возможно, она внесена в композицию для усиления её реалистичного звучания и является результатом пленэрных штудий. Другое предположение: засохшая сосна выступает здесь эхом недавних переживаний автора, в одночасье потерявшего любимую жену, отца, двух малолетних сыновей.
Проселок, полузаросший травой и цветами, словно приглашает путника пройти по нему, маня счастливыми открытиями и обещая увести в даль светлую.
Ласточки «стригут» прямо над самой землей — столь стремительно, что кажется, их тени не поспевают за ними. «Рожь» — звучащая картина; её автор совершает настоящее чудо, заставляя зрителя слышать гудение шмелей в раскаленном воздухе и шелест ласточкиных крыльев.
Некрасов, чьё творчество было очень близко Шишкину, написал после своего возвращения из-за границы:
Всё рожь кругом, как степь живая,
Ни за́мков, ни морей, ни гор…
Спасибо, сторона родная,
За твой врачующий простор!Н. А. Некрасов